# Rybotycze

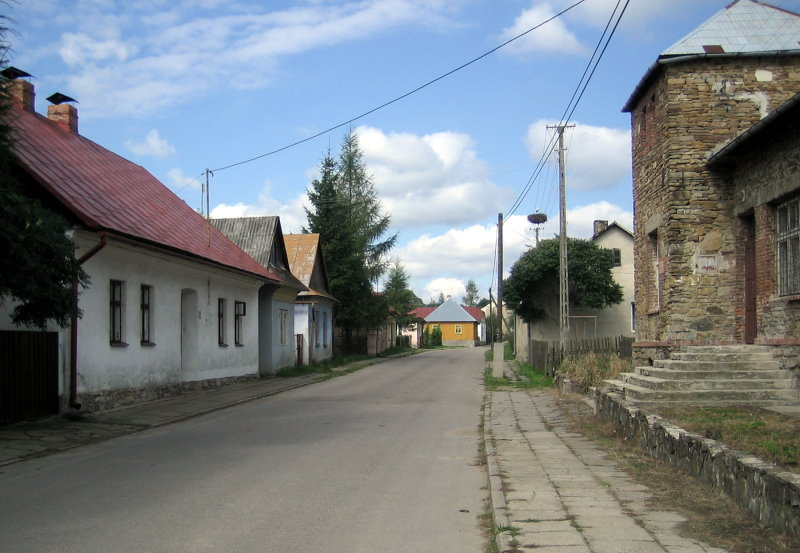
Eine Straße im Ort

Rybotycze ist eine Ortschaft, bis 1934 eine Stadt, mit einem Schulzenamt der Gemeinde Fredropol im Powiat Przemyski der Woiwodschaft Karpatenvorland in Polen.

## Geographie
Der Ort liegt im Przemyśler Vorgebirge am Fluss Wiar.

## Geschichte
Im Jahre 1367 schenkte der polnische König Kasimir der Große das Gebiet am oberen Lauf des Wiars an Stefan Węgrzyn des Wappens Sas, dessen Nachfahre als die Familie Rybotycki bekannt wurden. Rybotycze war eine der schon damals bestehenden altrussischen Siedlungen, neben Huwniki, Sierakośce, Siemionów (heute Pacław), Honoffry (heute Posada Rybotycka) sowie Trójca. Rybotycze erhielt das Stadtrecht vom König Kasimir IV. Andreas. Die Familie Rybotycki warb Polen in die Stadt an. In diesem Gebiet wurde im 15. Jahrhundert ein Dutzend Dörfer von ihnen gegründet.
Im 16. Jahrhundert gehörte die Stadt zur Familie Kormanicki, später zu den Familien Drohojowski (bis 1617), Wolski, Ossoliński (ab 1638), Sobieski, im 18. Jahrhundert zu Lubomirski, Radziwił, Brześcianski, im 19. Jahrhundert zu Tyszkowski. Sie wurde zumindest zweimal von Tataren angegriffen (1524 sowie 1672). In den Jahren 1705 bis 1707 wurde sie von Schweden angegriffen.
Bei der Ersten Teilung Polens kam Rybotycze 1772 zum neuen Königreich Galizien und Lodomerien des habsburgischen Kaiserreichs (ab 1804).
1918, nach dem Ende des Ersten Weltkriegs und dem Zusammenbruch der k.u.k. Monarchie, kam die Gemeinde zu Polen. Im Jahr 1921 hatte die Gemeinde 228 Häuser und 1262 Einwohner, davon waren 774 griechisch-katholisch, 174 römisch-katholisch, 314 waren Juden.
Im Zweiten Weltkrieg gehörte die Stadt zuerst zur Sowjetunion und ab 1941 zum Generalgouvernement. Die Juden wurden von Deutschen getötet, die Synagoge und die jüdische Schule niedergebrannt. Die Ukrainer wurden zum größten Teil im Jahre 1946 in die Ukraine gebracht. Im Rahmen der Aktion Weichsel im Mai 1947 wurden 60 ortsansässige Ukrainer zwangsumgesiedelt. Die Gebäude der Ukrainer und der Juden, etwa zwei Drittel der Stadt, wurden von Polen zerstört.
Von 1975 bis 1998 gehörte Rybotycze zur Woiwodschaft Przemyśl.

## Sehenswürdigkeiten
- Römisch-katholische Kirche, gebaut 1868
- Jüdischer Friedhof

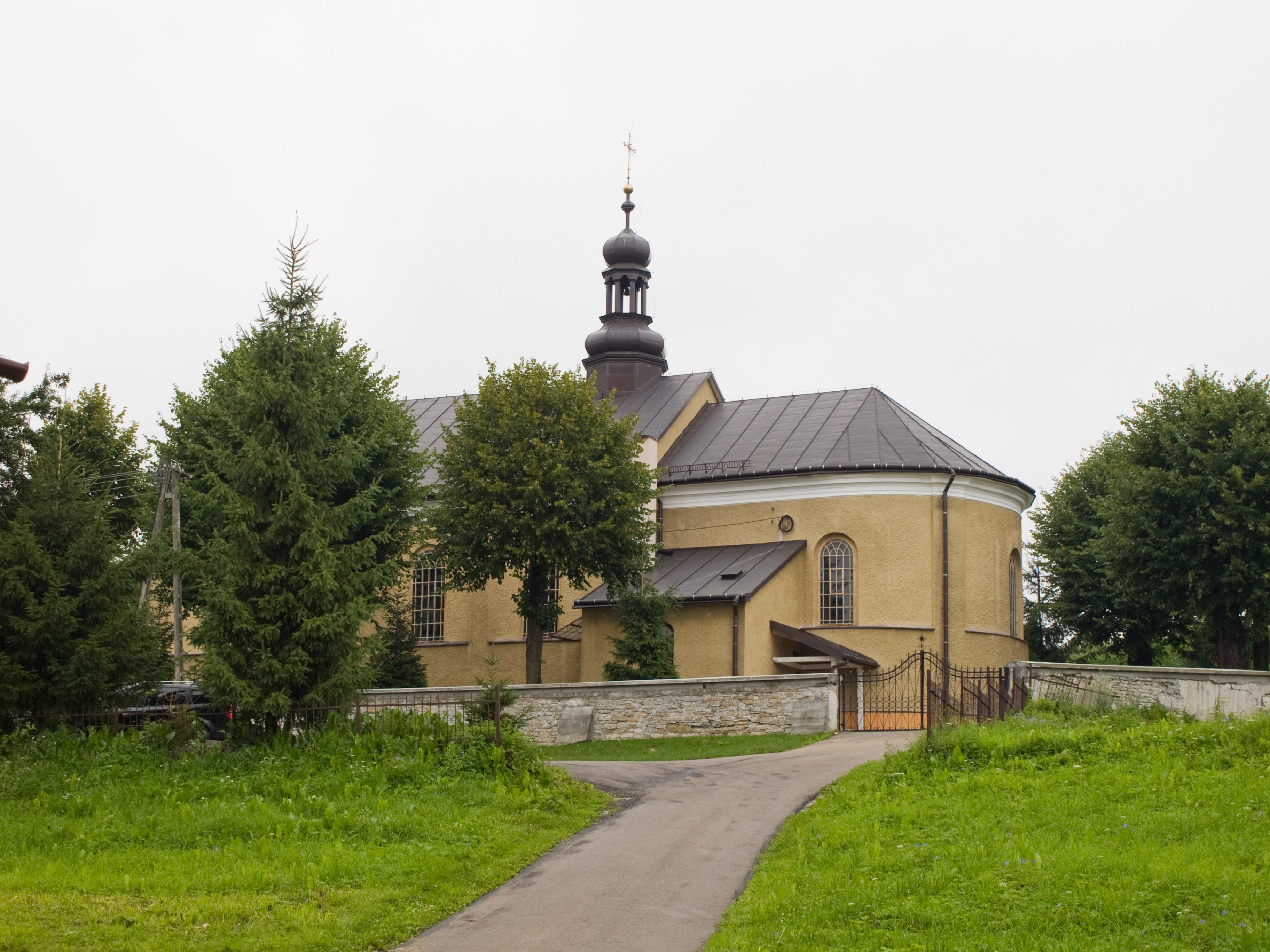
Kirche
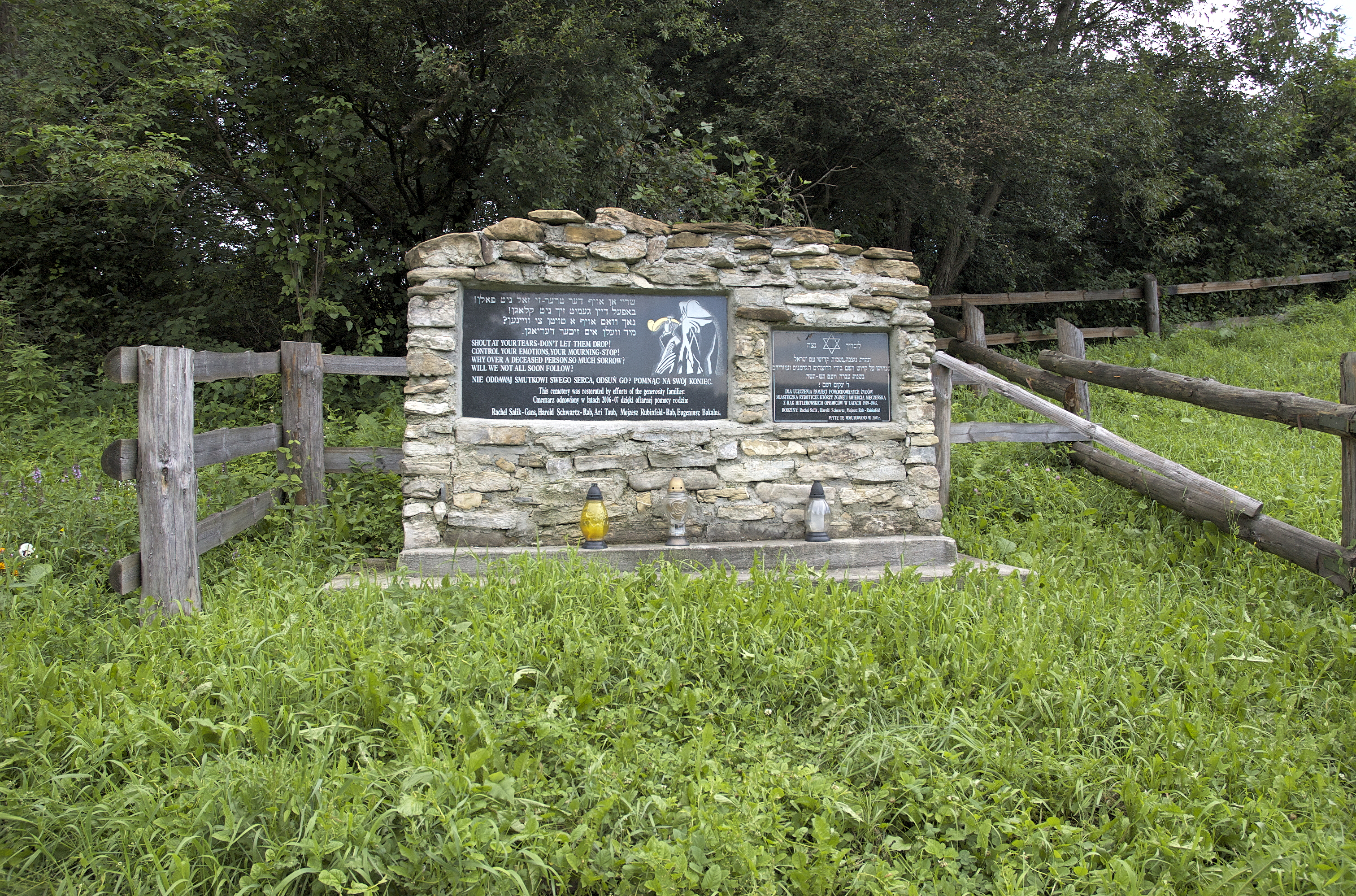
Jüdischer Friedhof